# Polyperchon

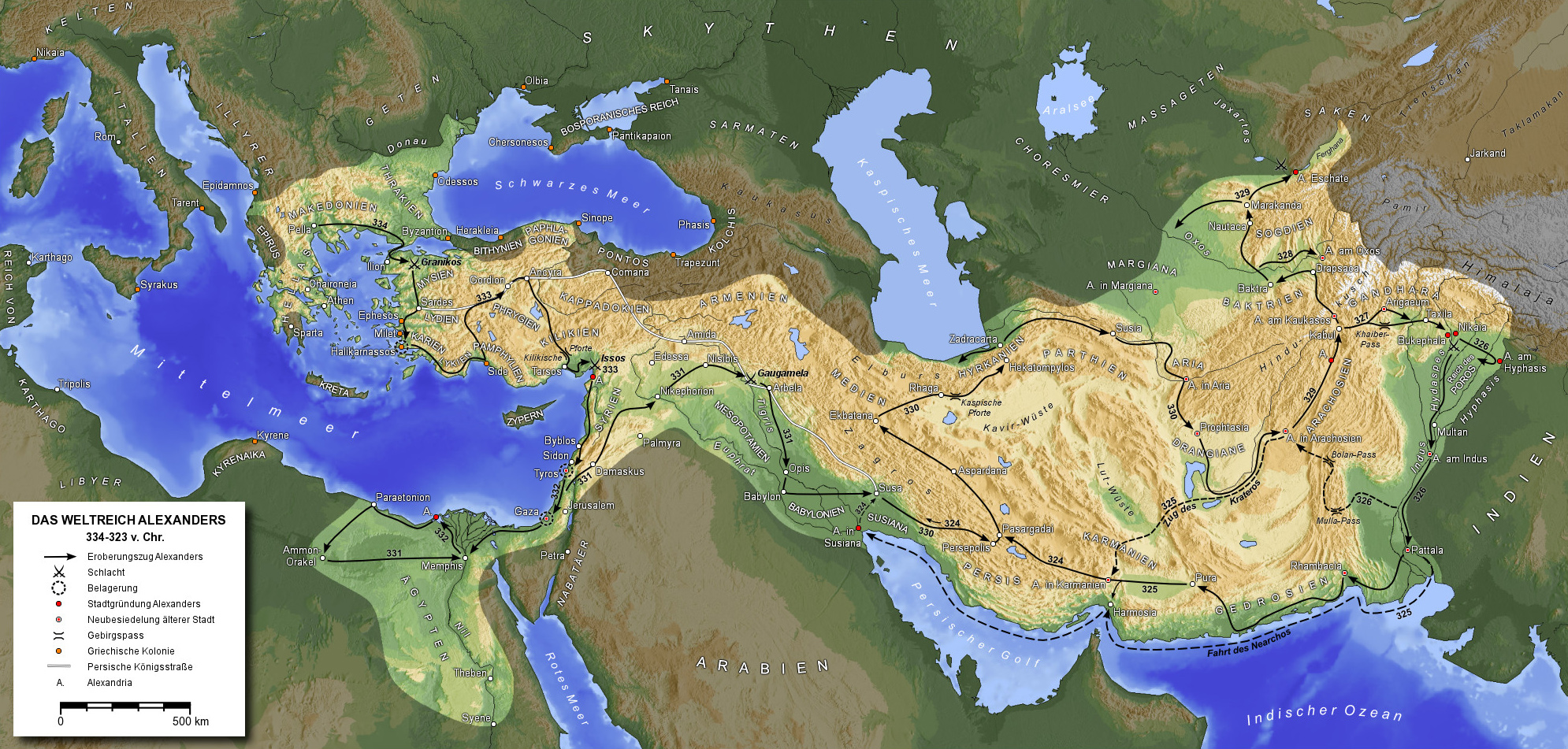
Der Alexanderzug

Polyperchon (altgriechisch Πολυπέρχων Polypérchōn; * 394 v. Chr. in Tymphaia; † um 303 v. Chr.), Sohn des Simmias, war ein makedonischer Feldherr und Gefolgsmann Alexanders des Großen. Anschließend war er einer der amtierenden Regenten (Reichsverweser) des Alexanderreiches.

## Leben
Polyperchon gehörte der Altersgeneration König Philipps II. von Makedonien an, dem er bereits als Feldherr diente. Er nahm am Asienfeldzug Alexanders teil und wurde nach der Schlacht bei Issos 333 v. Chr. zum Befehlshaber (taxiarchos) der tymphainischen Phalanx der pezheteiroi ernannt, die er von dem gefallenen Ptolemaios übernahm. Aus Indien zurückgekehrt wurde er mit den anderen Veteranen unter dem Befehl des Krateros in die makedonische Heimat zurückgeschickt, wo sie den Regenten Antipater im lamischen Krieg unterstützten.
Nach dem Tod Alexanders 323 v. Chr. wurde die Zeit der Diadochenkriege eingeleitet. Im ersten Diadochenkrieg schloss sich Polyperchon den Gegnern des Reichsregenten Perdikkas an und übernahm die Regierung in Makedonien während der Abwesenheit Antipaters und Krateros’ in Asien. Dabei unterdrückte er eine Revolte der Thessaler, die von Perdikkas zur Erhebung ermuntert worden waren. Nach dem Ende des Perdikkas wurde Antipater auf der Konferenz von Triparadeisos 320 v. Chr. zum neuen Reichsregenten bestellt. Aber schon 319 v. Chr. verstarb dieser, kurz nach seiner Rückkehr aus Asien.

### Reichsregent und zweiter Diadochenkrieg
Die von Antipater erlassene Nachfolgeregelung sah vor, dass Polyperchon ihm als Reichsregent folgen und sein Sohn Kassander ihm als Chiliarch (Wesir) zur Seite gestellt werden sollte. Kassander aber fühlte sich übergangen und beanspruchte seinerseits die Reichsregentschaft. Kassander floh nach Asien, wo er sich mit Antigonos Monophthalmos verbündete und somit den zweiten Diadochenkrieg auslöste.
Um gegen dieses mächtige Bündnis bestehen zu können, verbündete sich Polyperchon mit Eumenes von Kardia, den er zum Strategen Asiens ernannte und mit dem Kampf gegen Antigonos Monophthalmos betraute.
Kassanders Machtbasis stellten vor allem die griechischen Poleis dar, in denen Antipater nach dem lamischen Krieg oligarchische Regime und makedonische Besatzungen installiert hatte, die sich nun zu Kassander bekannten. Gegen diese rief Polyperchon die Freiheit der Griechen aus und unterstützte dafür in den Poleis demokratische Bewegungen. Um Athen zu gewinnen, forderte Polyperchon, und mit ihm die Königinmutter Olympias, den Kommandanten Nikanor auf, den Hafen Piräus an die Stadt zu übergeben. Nachdem Nikanor aber zögerte unterstützte Polyperchon die attischen Demokraten beim Sturz des Oligarchen Phokion, den er festnehmen und an die Athener ausliefern ließ. Im Frühjahr 317 v. Chr. gewährte Nikanor dem aus Asien zurückkehrenden Kassander den Einzug im Piräus, worauf Polyperchon die Belagerung des Hafens aufnahm.
Nachdem die Belagerung keine schnellen Erfolge erzielt hatte, brach Polyperchon sie ab und ließ ein Heer unter seinem Sohn Alexandros zur Bewachung zurück. Er selbst marschierte auf den Peloponnes, wo er einen Synhedrion einberief auf dem er seinen Freiheitsaufruf erneuerte. Mehrere Poleis des Peloponnes schlossen sich ihm daraufhin an, lediglich Megalopolis bekannte sich zu Kassander. Polyperchon nahm mit dem ihm unterstellten Reichsheer die Belagerung der Stadt auf. Doch trotz des Einsatzes von 65 Kriegselefanten, den Bau aufwendiger Belagerungsmaschinen und das Graben von Minen, gelang es ihm nicht die Mauern der Stadt zu erstürmen. Nachdem Meldungen über das Herannahen des Antigonos Monophthalmos aus Asien verbreiteten, gab Polyperchon die Belagerung auf um sich nach Thessalien zurückzuziehen. Als etwa gleichzeitig seine Flotte unter Kleitos dem Weißen bei Byzantion versenkt wurde, brach Polyperchons Herrschaft in Makedonien zusammen.
Königin Eurydike ernannte im Namen ihres Mannes, König Philipp III. Arrhidaios, Kassander zum neuen Reichsregenten. Kurz darauf im Herbst 317 v. Chr. wurde die demokratische Regierung in Athen durch die Oligarchen unter Demetrios von Phaleron beendet, der sich Kassander anschloss. Der Einzug der Olympias in Pella und ihre blutige Rache an dem Königspaar und Kassanders Familie konnte den Zusammenbruch nicht mehr aufhalten. Kassander umging eilends die von Polyperchon abgeriegelten Thermophylen, schloss Olympias in Pydna ein und zwang sie wenig später zur Aufgabe. Nachdem die Makedonier mehrheitlich zu Kassander übergegangen waren, blieb Polyperchon nichts anderes übrig, als sich geschlagen auf den Peloponnes zurückzuziehen, wo er noch über einen geringen Anhang verfügte.

### Dritter Diadochenkrieg
Im dritten Diadochenkrieg war Polyperchon mit Antigonos Monophthalmos gegen Kassander verbündet, dem er mehrere Poleis in Griechenland abnehmen konnte. 315 v. Chr. aber ging sein Sohn, Alexandros, auf die Seite Kassanders über und nahm dabei die Städte Sikyon und Korinth mit. Mit Hilfe der antigonidischen Generäle Telesphoros und Ptolemaios konnte sich Polyperchon allerdings weiter halten. Vom allgemeinen Diadochenfrieden 311 v. Chr. blieb er zunächst ausgenommen, weshalb er den Krieg gegen Kassander allein weiterführen musste. Er unternahm den Versuch, den Alexandersohn Herakles als König aufzubauen. Aber in Ermangelung ausreichender Kräfte ging er 309 v. Chr. einen formellen Frieden mit Kassander ein. Als Vertragsbedingung ließ er Herakles und dessen Mutter Barsine ermorden.
Polyperchons Spur verliert sich danach. Als im Jahr 307 v. Chr. Demetrios Poliorketes in Griechenland anlandete, wird nicht mehr über ihn berichtet.